# Ray Davies
Sir Raymond Douglas Davies, CBE (Londres, 21 de junho de 1944) é um músico britânico, mais conhecido por seu trabalho como guitarrista base, vocalista e compositor da banda de rock The Kinks, que ele conduziu com seu irmão mais novo, Dave Davies. 
Ele também atuou, dirigiu e produziu espetáculos para o teatro e para a televisão. Desde o fim dos The Kinks em 1996, Ray Davies embarcou em uma carreira solo como cantor-compositor.

## Discografia solo

### Álbuns solo
- Return to Waterloo (1985)
- The Storyteller (1998)
- Other People's Lives (2006)
- Working Man's Café (2007)
- Americana (2017)
- Our Country: Americana Act II (2018)

### Álbuns colaborativos
- The Kinks Choral Collection (2009) (com o Crouch End Festival Chorus)
- See My Friends (2010) (com vários artistas)

### Álbuns de compilação
- Collected (2009)
- Waterloo Sunset — The Very Best of The Kinks and Ray Davies (2012)

### Singles
| Ano  | Título                                 | Artista           | Posições nas tabelas | Posições nas tabelas | Posições nas tabelas |
| Ano  | Título                                 | Artista           | UK Singles Chart     | Canadá               | US Hot 100           |
| ---- | -------------------------------------- | ----------------- | -------------------- | -------------------- | -------------------- |
| 1965 | This Strange Effect                    | Dave Berry        | 37                   | —                    | —                    |
| 1965 | Something Better Beginning             | The Honeycombs    | 39                   | —                    | —                    |
| 1966 | A House in the Country                 | The Pretty Things | 50                   | —                    | —                    |
| 1966 | Dandy                                  | Herman's Hermits  | —                    | 1                    | 5                    |
| 1978 | You Really Got Me                      | Van Halen         | —                    | 49                   | 36                   |
| 1978 | David Watts                            | The Jam           | 25                   | —                    | —                    |
| 1979 | Stop Your Sobbing                      | The Pretenders    | 34                   | —                    | 65                   |
| 1981 | I Go To Sleep                          | The Pretenders    | 7                    | —                    | —                    |
| 1988 | All Day and All of the Night           | The Stranglers    | 7                    | —                    | —                    |
| 1988 | Victoria                               | The Fall          | 35                   | —                    | —                    |
| 1989 | Days                                   | Kirsty MacColl    | 12                   | —                    | —                    |
| 1997 | Waterloo Sunset                        | Cathy Dennis      | 11                   | —                    | —                    |
| 2007 | The Village Green Preservation Society | Kate Rusby        | 102                  | —                    | —                    |